# Louvigné-du-Désert
Louvigné-du-Désert is een gemeente in het Franse departement Ille-et-Vilaine (regio Bretagne). De plaats maakt deel uit van het arrondissement Fougères-Vitré. Louvigné-du-Désert telde op 1 januari 2022 3.352 inwoners.

## Geografie
De oppervlakte van Louvigné-du-Désert bedroeg op 1 januari 2022 41,66 vierkante kilometer; de bevolkingsdichtheid was toen 80,5 inwoners per km².

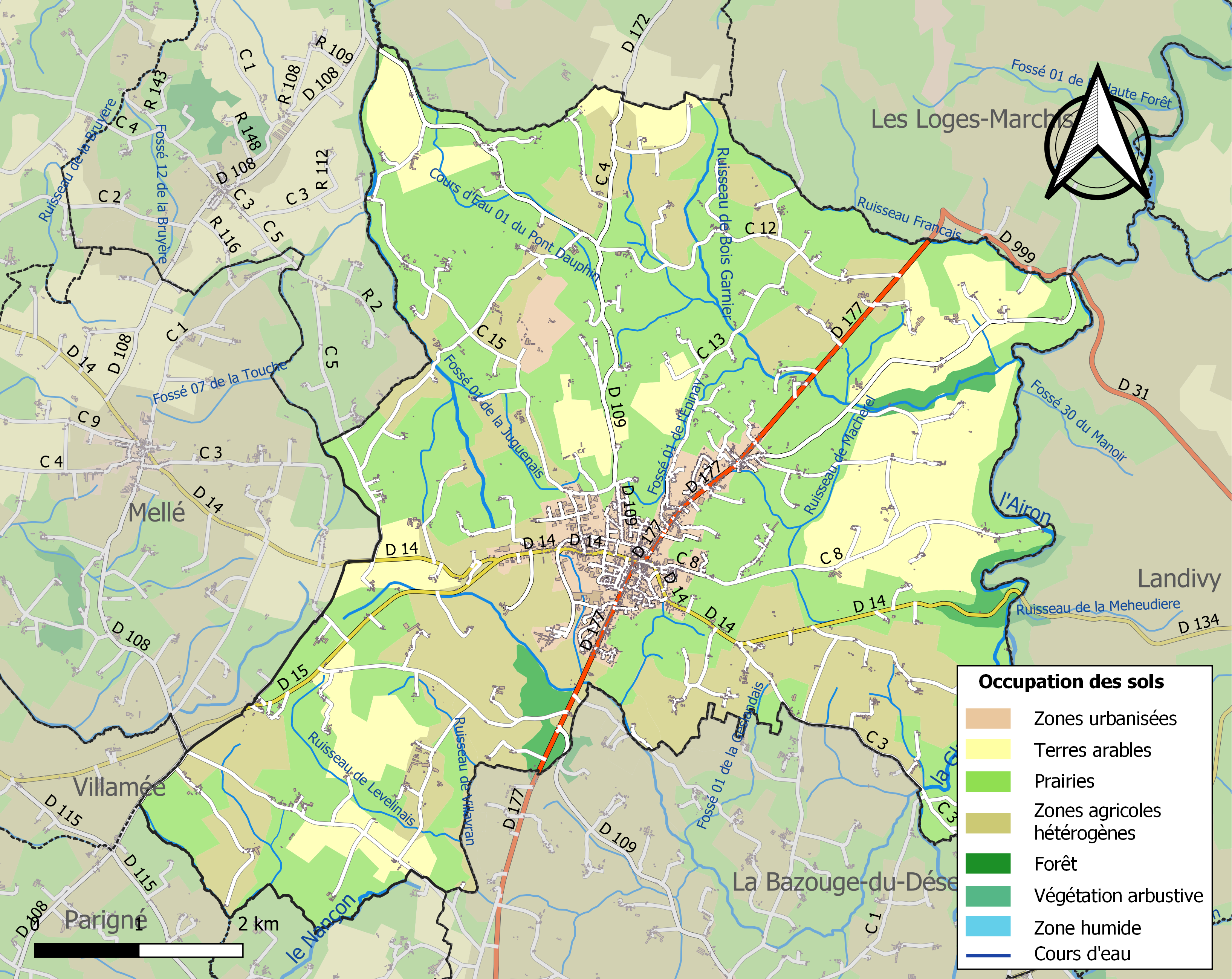
Kaart van de gemeente met belangrijkste infrastructuur, bodemgebruik en omliggende gemeenten

## Demografie
Onderstaande figuur toont het verloop van het inwonertal (bron: INSEE-tellingen).